# La Salle (Italia)
La Salle (pron. fr. AFI: [la sal]  - La Sala in patois valdostano, localmente La Sola) è un comune italiano di 2 016 abitanti della Valle d'Aosta nordoccidentale.

## Geografia fisica

### Territorio
La Salle si trova nell'alta Valle d'Aosta, all'ingresso della Valdigne; il comune è bagnato dalla Dora Baltea ed è dominato dal Monte Paramont (3 301, m) a sud e da la Grande Rochère (3 326 m) a nord.
- Classificazione sismica: zona 3 (sismicità bassa)[5].

### Monti
I monti principali che contornano il comune sono:
- Becca Pouegnenta - 2.827 m
- Monte Paramont - 3.301 m
- Grande Rochère - 3.326 m

## Storia
Secondo una suggestiva ipotesi segnalata anche da storici francesi, Innocenzo V, che fu papa della Chiesa cattolica nel 1276 e venne successivamente beatificato da Leone XIII nel 1898, potrebbe essere nato a La Salle, nel castello di Écours.
Durante la trivellazione di un pozzo antincendio a Derby nel 1952 è stata rinvenuta una tomba neolitica.
Da La Salle, in epoca romana, passava la via delle Gallie, strada romana consolare fatta costruire da Augusto per collegare la Pianura Padana con la Gallia.
Nel 1927 venne istituita la provincia di Aosta e La Salle ne fece parte integrante. Due anni più tardi venne fuso col comune di Morgex creando un nuovo comune denominato Valdigna d'Aosta. Il comune di La Salle si ricostituì nel 1935 col nome di Sala Dora mentre Morgex venne rinominata Valdigna d'Aosta. Dal 1946 fa parte della regione Valle d'Aosta con la denominazione originaria.

### Simboli
Lo stemma e il gonfalone sono stati concessi con decreto del presidente della Repubblica 25 marzo 1998.
La partizione dello scudo ricorda che l'attuale Comune proviene dalla fusione delle due comunità di La Salle (parrocchia di San Cassiano) e di Derby (parrocchia di Sant'Orso): la prima parte riprende il blasone dei signori di Châtelard (d'azzurro, alla torre d'argento sinistrata da un antimuro dello stesso, aperto del campo; esso antimuro sormontato da un giglio d'oro). Il giglio in punta, oltre a riferirsi agli Châtelard, si riferisce anche allo stemma del Capitolo della cattedrale di Aosta, così come la stella in capo è tratta da quello del priorato di Sant'Orso: i due enti religiosi che condivisero per secoli la giurisdizione sulla signoria di Derby e di Arbetey di La Salle.
Il cardellino che becca i fiori di cardo riproduce un bassorilievo, che si trova sopra la porta d'ingresso dell'antica casa Gerbollier, già dimora dei nobili Viard e oggi sede del municipio.
Le chiavi pontificie fanno riferimento al beato Pietro di Tarantasia, eletto papa con il nome di Innocenzo V nel 1276, che, secondo la tradizione, sarebbe nato a La Salle.
Il capo di rosso alla croce d'argento ricorda che la Valdigne, di cui La Salle fa parte, è stata dominio di Casa Savoia.
Il gonfalone è un drappo partito di rosso e di azzurro.

## Monumenti e luoghi d'interesse
- La chiesa parrocchiale di San Cassiano (Saint Cassien), con un campanile romanico a bifore e un antico ospizio, incendiato dai Francesi nel 1691 e rifatto nel XIX secolo
- Le rovine del castello di Châtelard (sec. XII)
- La torre di Les Cours o castello Lescours
- La Maison d'Aragon o Casaforte Aragon, in località Écharlod
- La Maison Gerbollier, o Maison Viard, sede del municipio
- Fa parte del comune la frazione di Derby, dove si trovano una chiesa romanica risalente al X secolo e numerosi resti di caseforti, testimonianze dell'indipendenza di Derby dalla contea sabauda, sotto la diretta amministrazione della Diocesi di Aosta: tra esse la Torre di Derby, il Castello giudiziario, il Castello notarile.
- La cascata del torrente Lenteney, nella località omonima
- La casaforte Bovet, in località Le Pont
- Torre di Favrey
- Riserva naturale Marais

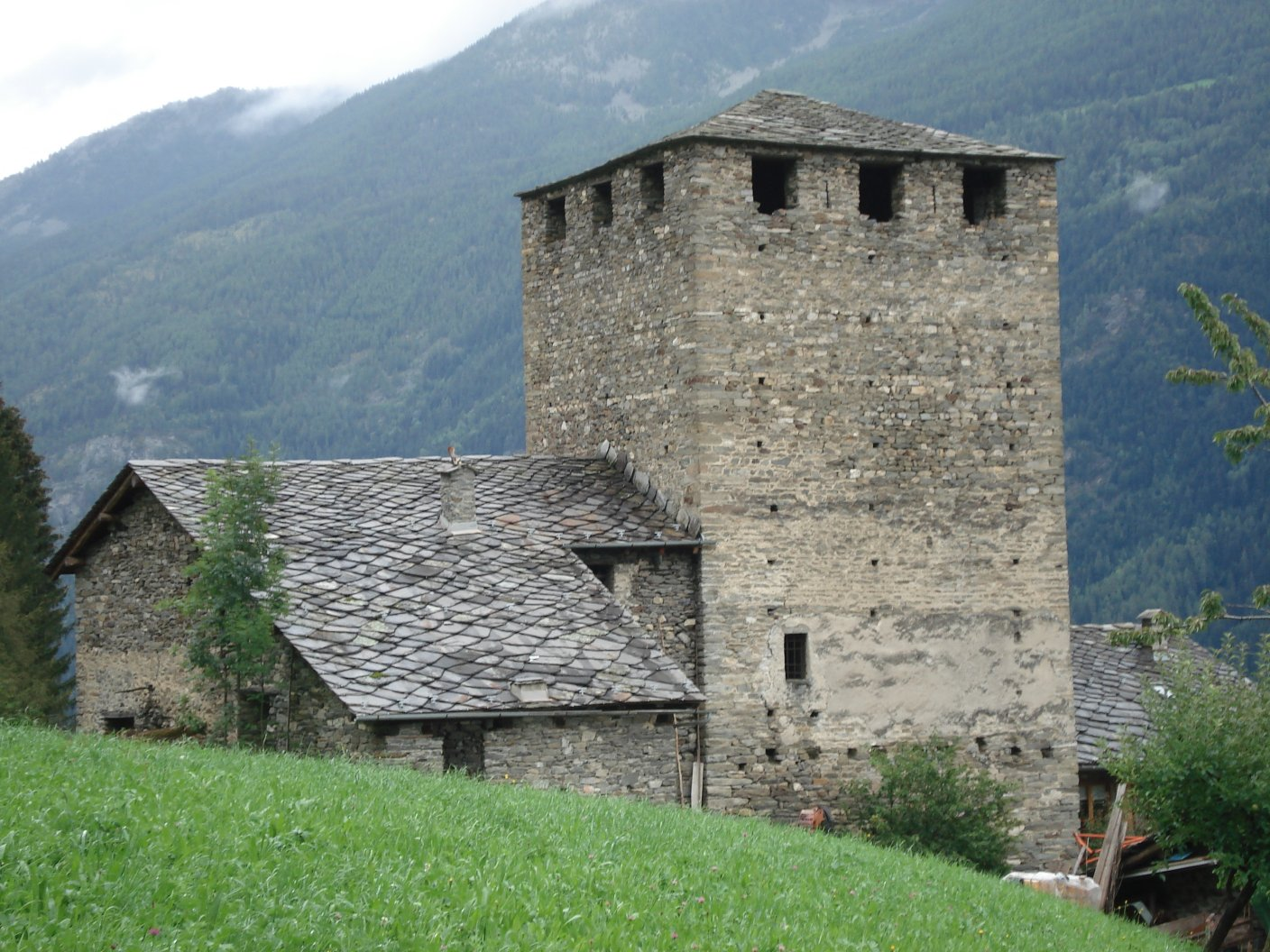
Il Castello di Écours
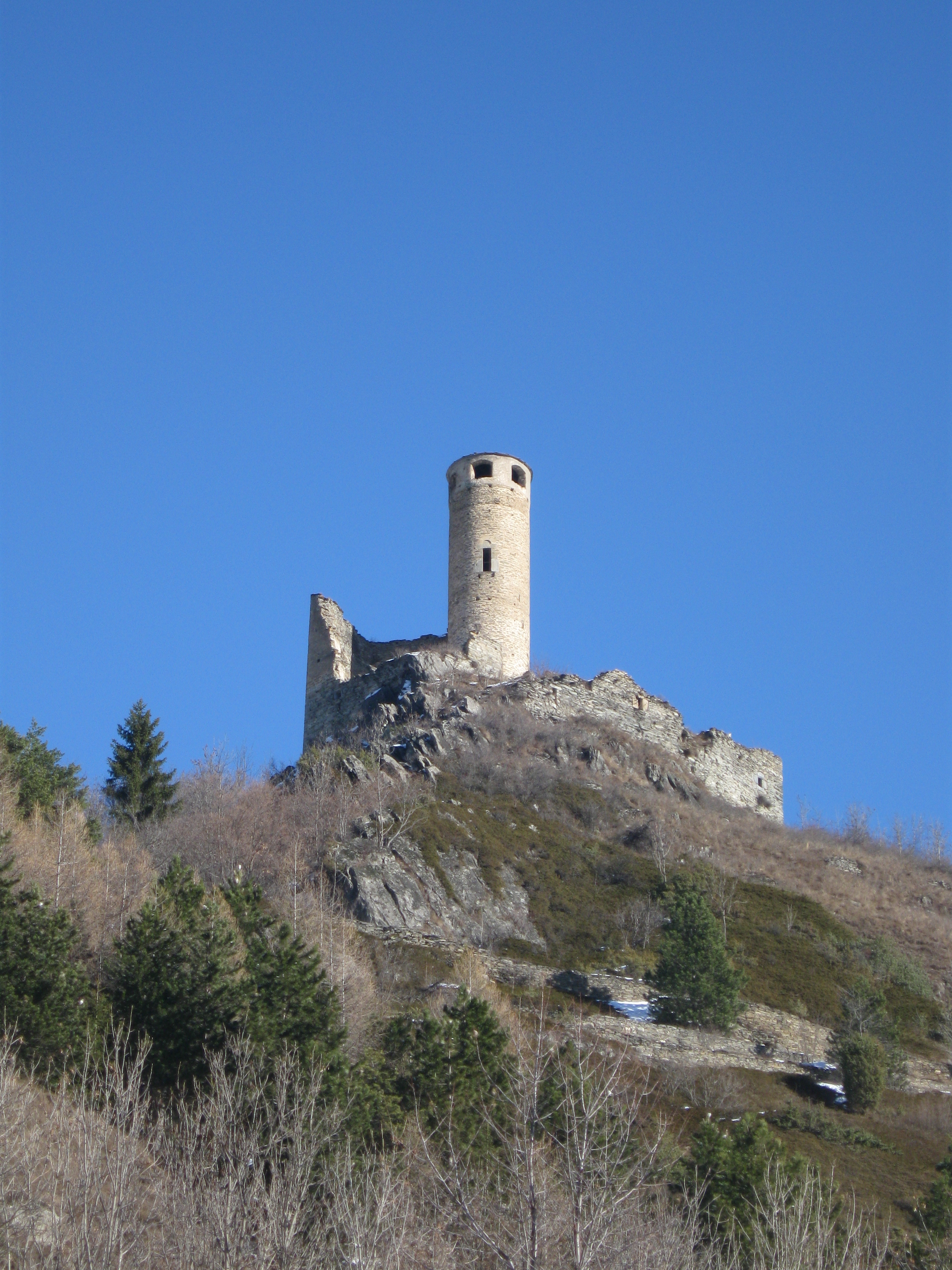
castello di Châtelard
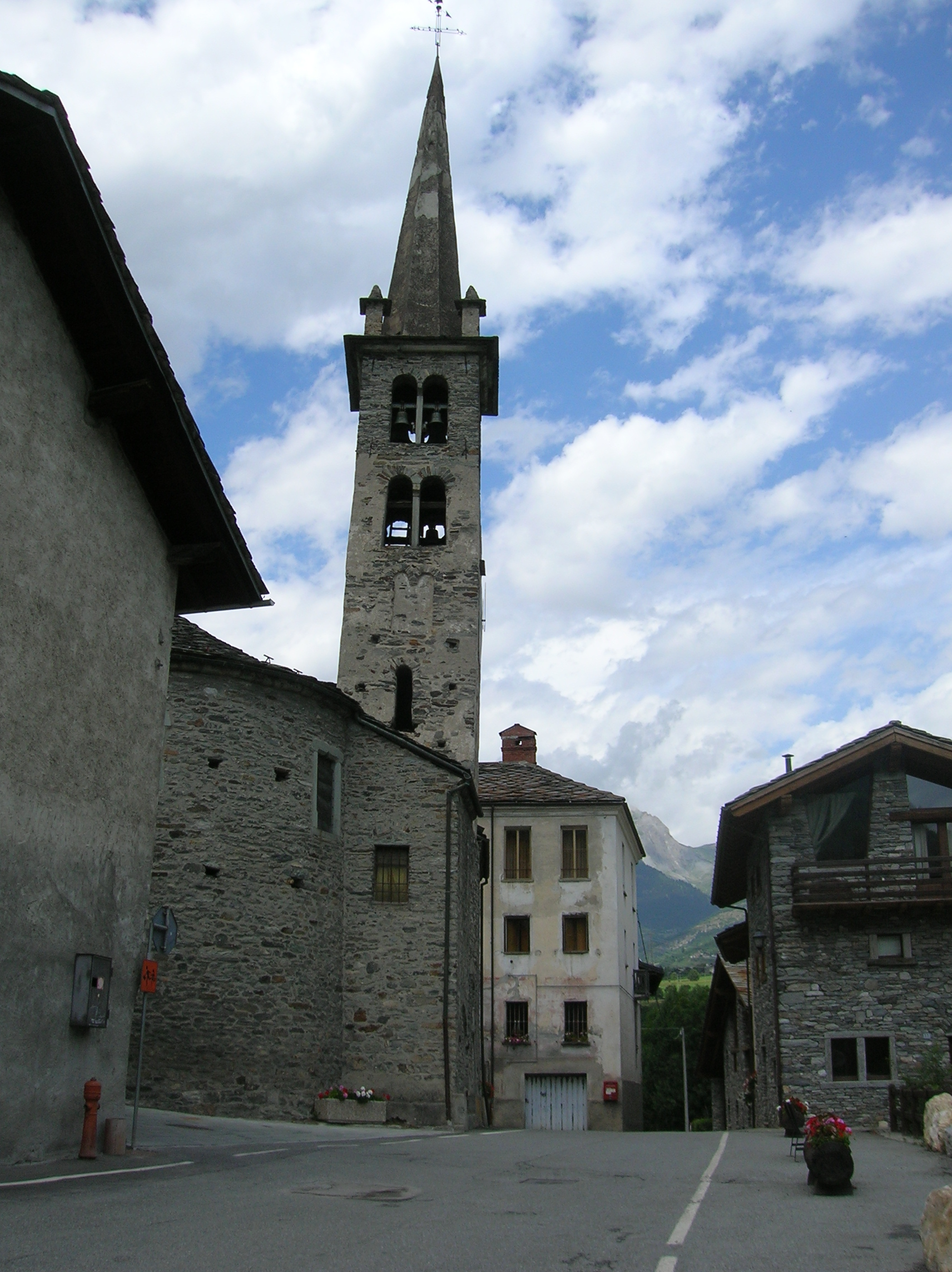
La chiesa parrocchiale di Sant'Orso, a Derby
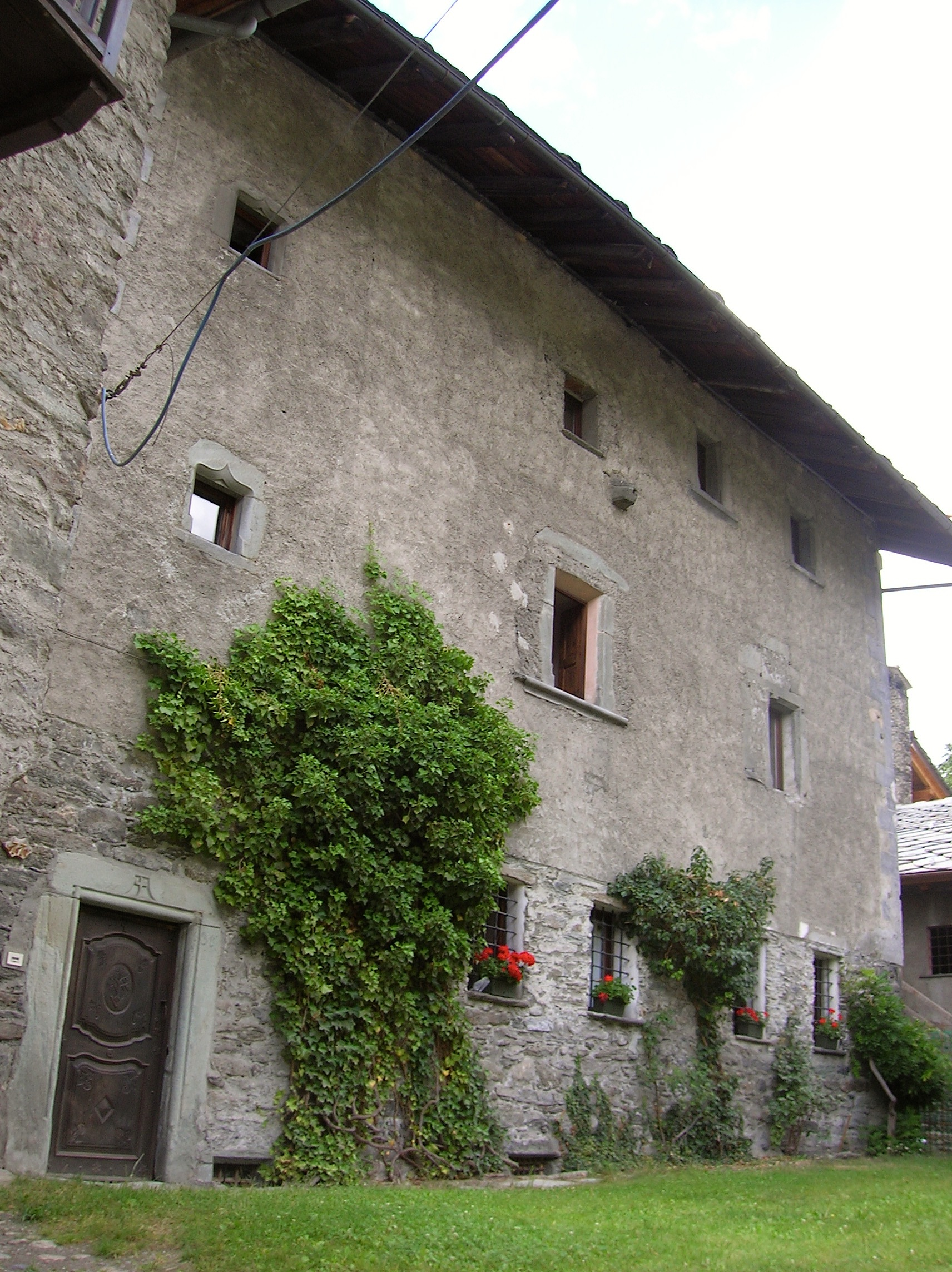
Castello notarile di Derby
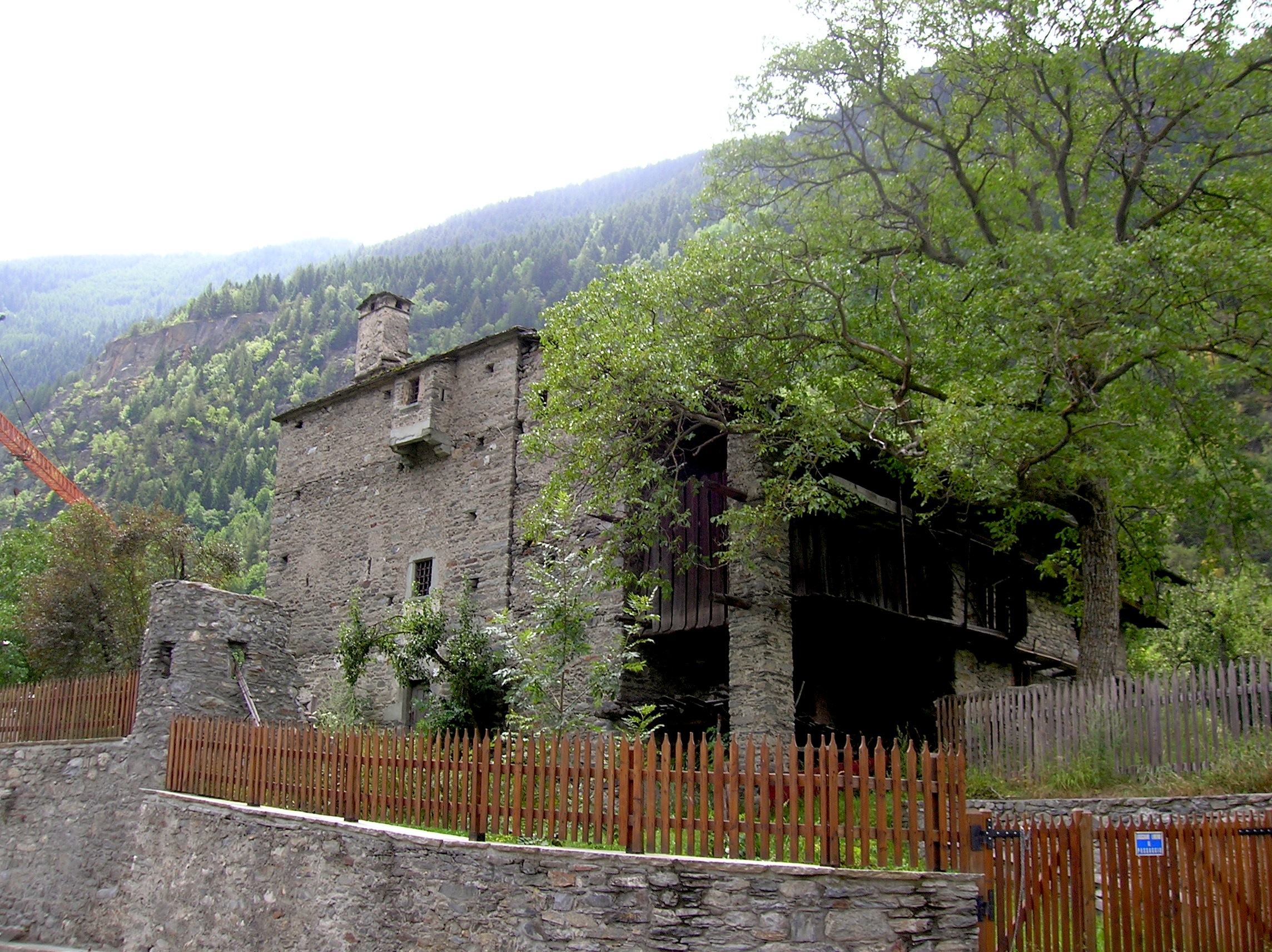
Castello giudiziario di Derby
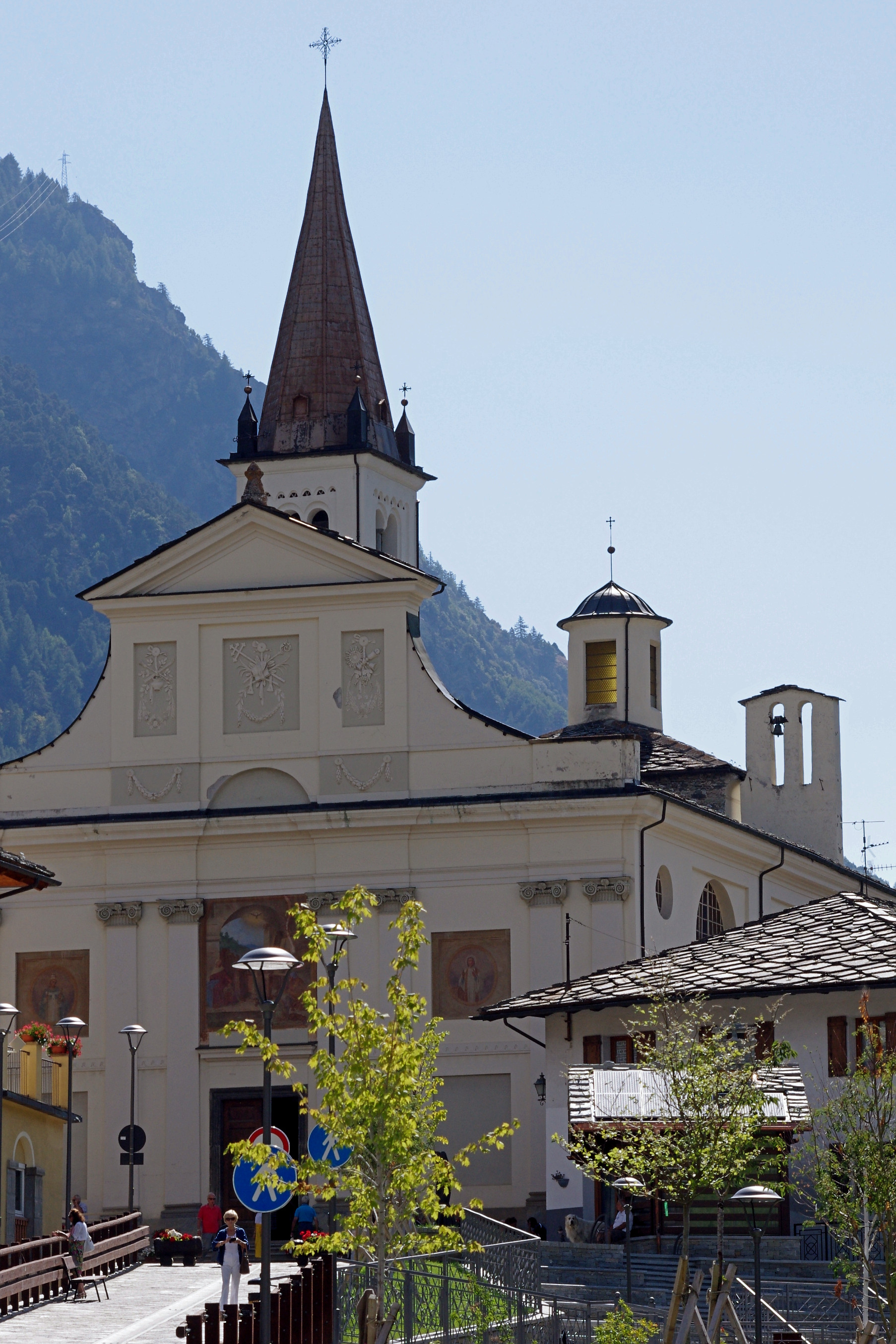
La chiesa di San Cassiano

- la Maison Balaison, oggi scomparsa, viene descritta da Jean-Baptiste de Tillier come ancora presente nel 1730
- la casaforte Lesqueney, si trovava all'ingresso orientale del paese; distrutta da un incendio, nel Settecento Jean-Baptiste de Tillier descrive i pochi ruderi rimasti (oggi scomparsi)

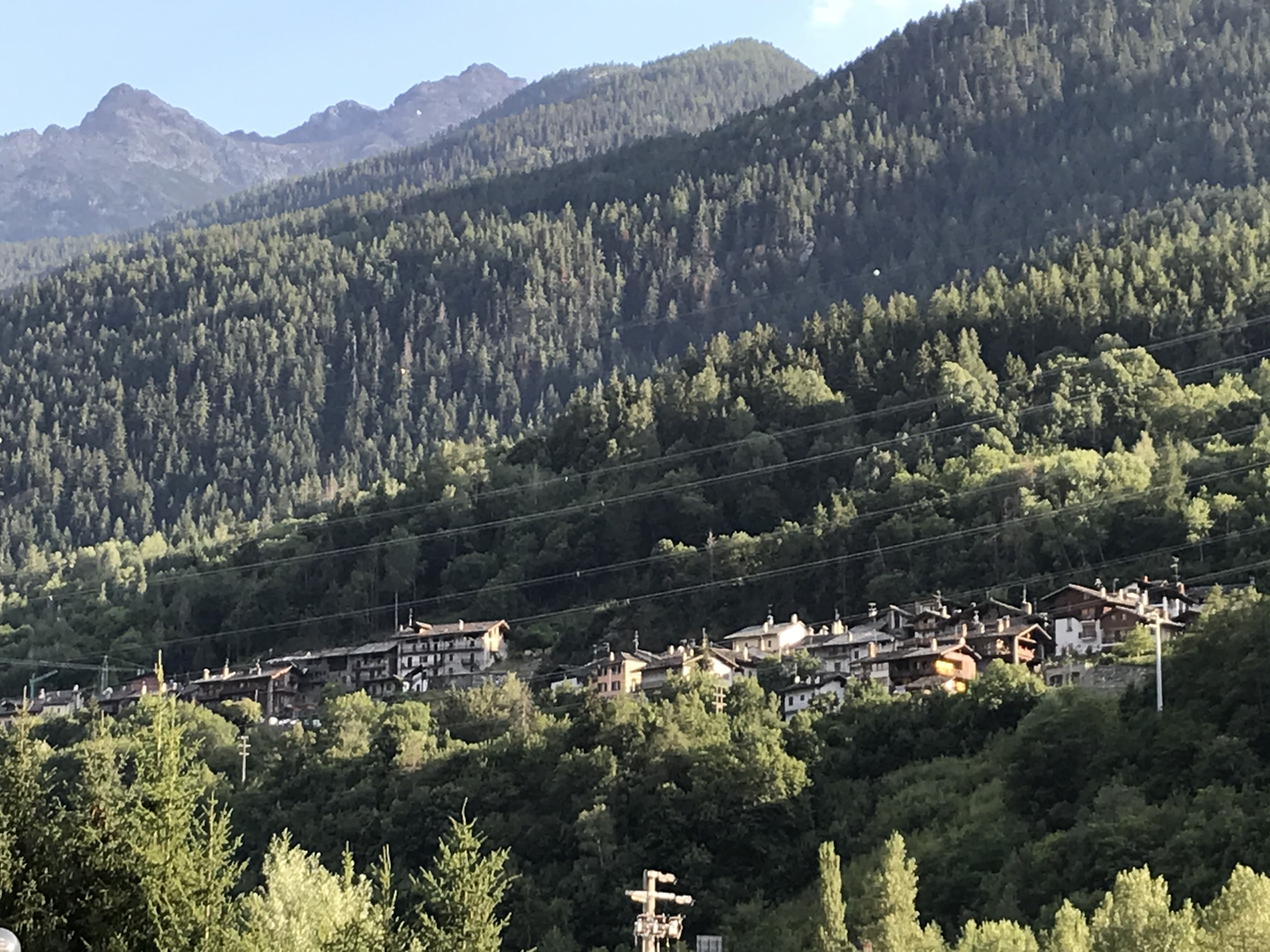
La frazione di Chabodey.

## Società

### Evoluzione demografica
Abitanti censiti

### Tradizioni e folclore
- La Badoche, festa del patrono San Cassiano, in cui i giovani del paese fanno il giro delle case la mattina presto per annunciare la festa. Dopo la messa, danzano sul sagrato della chiesa. La Badoche si festeggia dall'11 al 13 agosto.

## Cultura

### Biblioteche

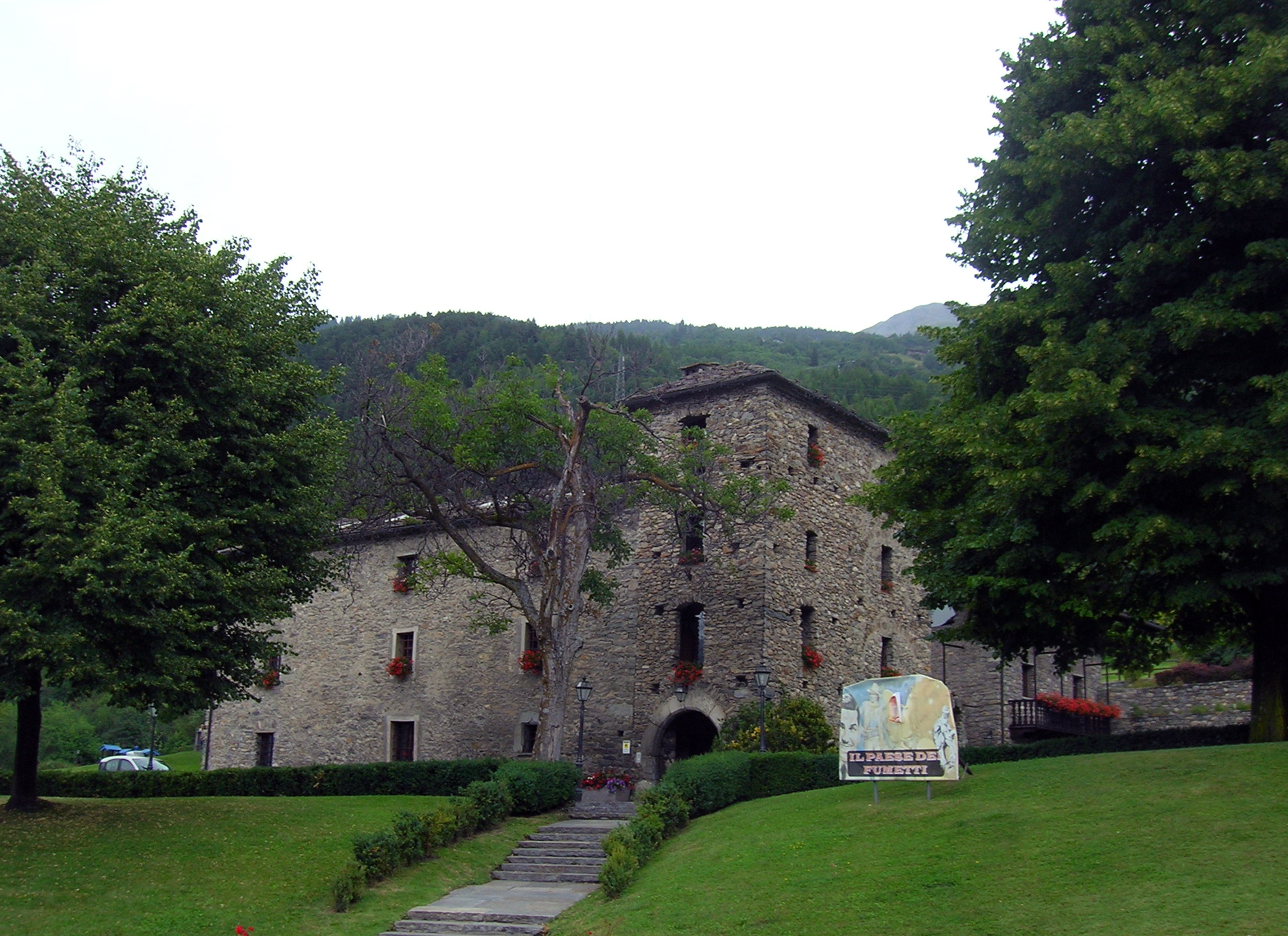
La Maison Gerbollier

Presso la Maison Gerbollier, in Via Col Serena 11, ha sede la biblioteca comunale.

### Musei
- Museo etnografico "L'homme et la pente"[14]
- Museo storico "Chéverel"
- Museo parrocchiale
- Maison Plassier o casa-museo Plassier[15]

## Geografia antropica

### Suddivisione storica
Derby, oggi frazione di La Salle, era indipendente dalla Contea di Savoia e sotto la diretta amministrazione della Diocesi di Aosta. Fino al 1782 era comune autonomo, come rileva lo storico Jean-Baptiste de Tillier e come testimoniano i numerosi edifici adibiti a funzioni amminisitrative e di gestione del potere tuttora ben conservati e presenti nel borgo:
((FR)   Jean-Baptiste de Tillier, Historique de la Vallée d'Aoste, Aoste, Ed. L. Mensio, 1887  [1737],  pp. 193 (25).)

## Economia
L'economia è prevalentemente basata sul turismo, estivo e invernale. Importanti anche l'artigianato e l'agricoltura, in particolar modo le vigne da cui si produce il Blanc de Morgex et de La Salle, ottenute con un vitigno autoctono, il Prié blanc.

## Infrastrutture e trasporti

### Ferrovie

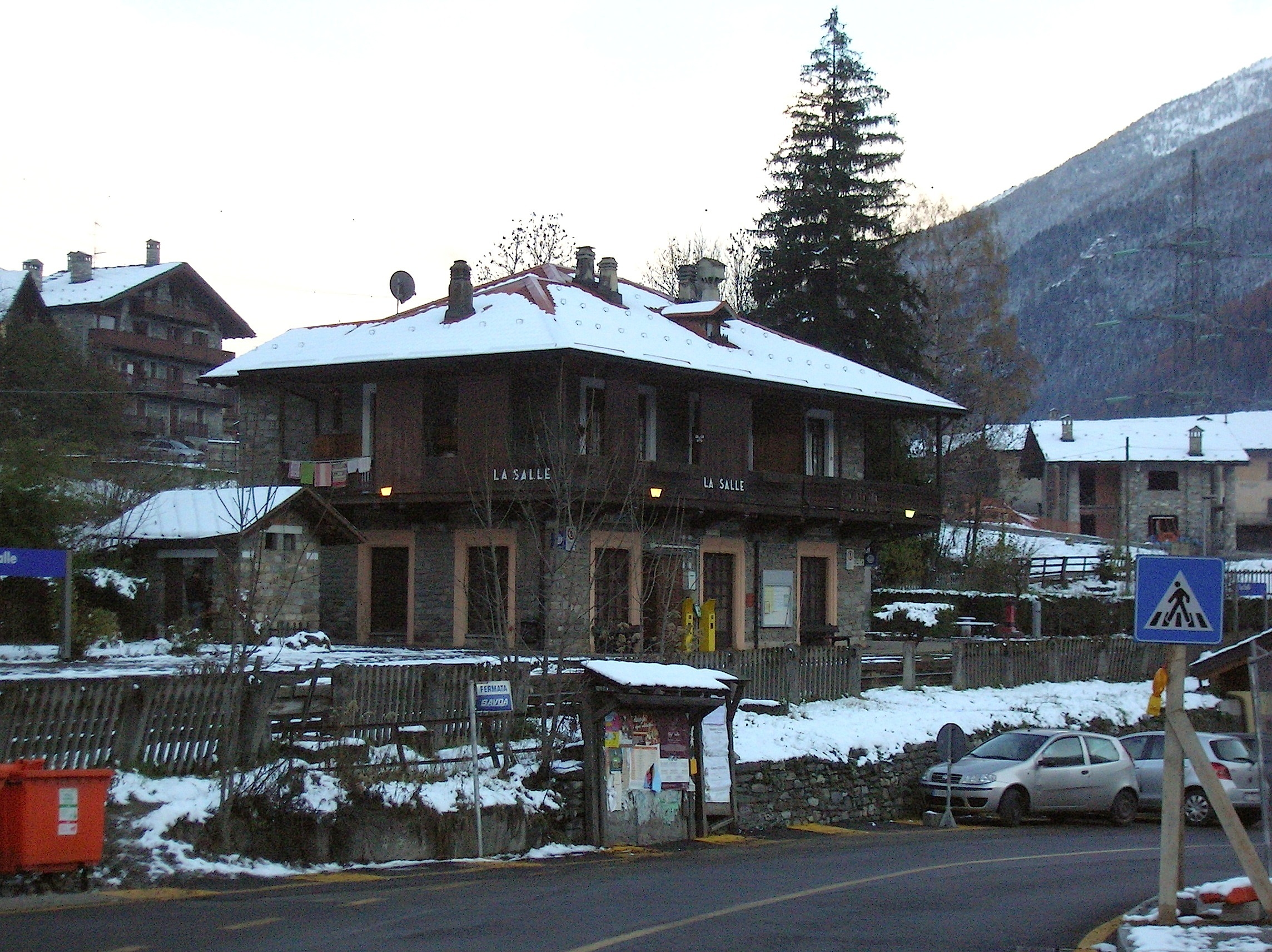
La stazione di La Salle

Il comune dispone di due stazioni ferroviarie:
- La stazione di Derby, presso il bivio per Derby
- La stazione di La Salle, presso il bivio per Chabodey.

Entrambi gli impianti sorgono lungo la ferrovia Aosta-Pré-Saint-Didier, linea nata con scopi industriali, e nelle stesse viene svolto servizio passeggeri regolare ad opera di Trenitalia, nell'ambito del contratto di servizio stipulato con la Regione Valle d'Aosta. Il servizio è attualmente sospeso.

## Amministrazione

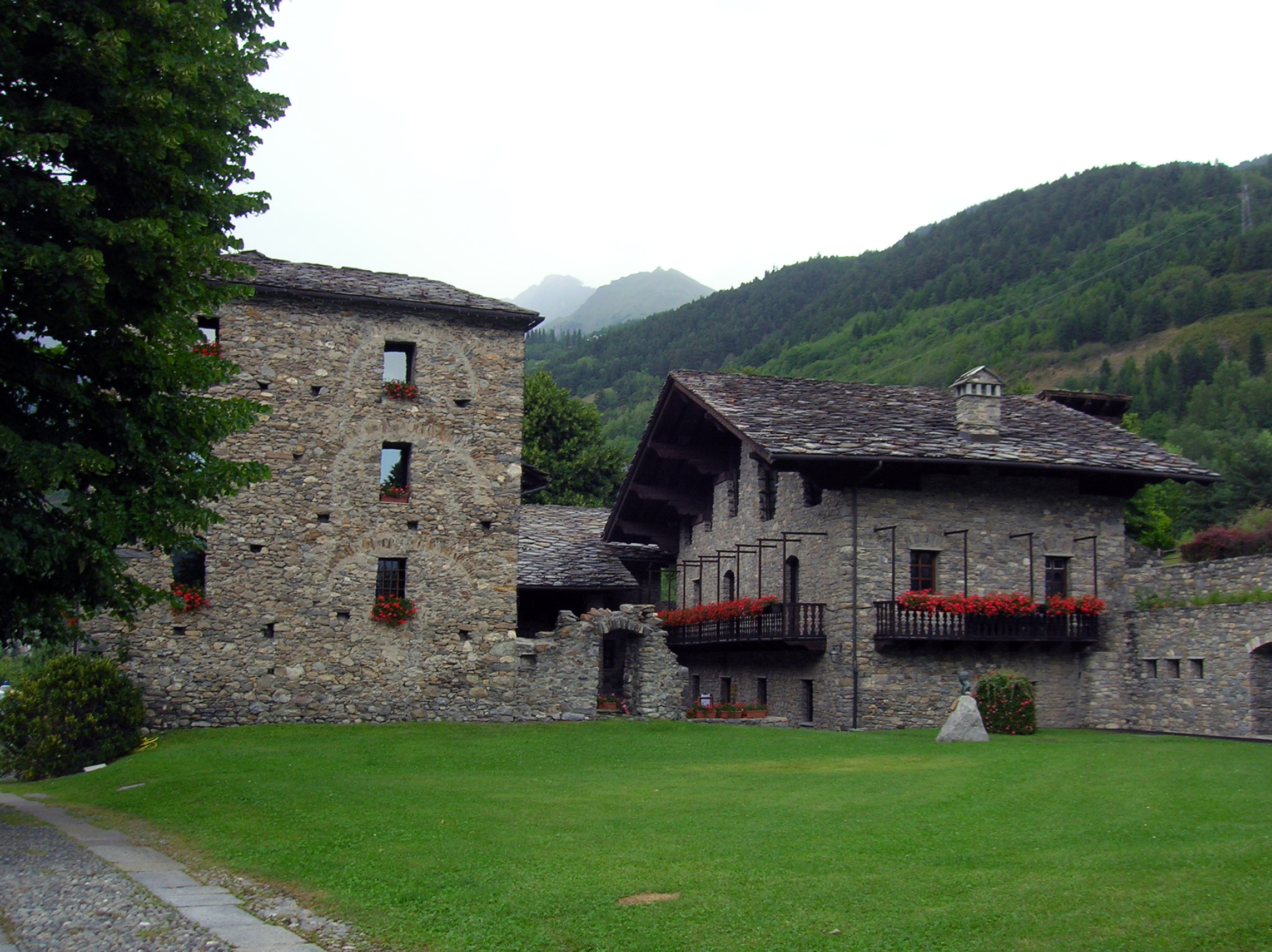
La Maison Gerbollier sede del municipio

La Salle fa parte dell'Unité des Communes valdôtaines Valdigne-Mont-Blanc.
Di seguito è presentata una tabella relativa alle amministrazioni che si sono succedute in questo comune.
| Periodo        | Periodo        | Primo cittadino | Partito      | Carica              | Note   |
| -------------- | -------------- | --------------- | ------------ | ------------------- | ------ |
| 7 luglio 1988  | 5 giugno 1993  | Dario Coccoz    | uv           | Sindaco             | [ 16 ] |
| 7 giugno 1993  | 26 maggio 1997 | Leone Bertolin  | -            | Sindaco             | [ 16 ] |
| 26 maggio 1997 | 20 marzo 2000  | Leone Bertolin  | centro       | Sindaco             | [ 16 ] |
| 23 marzo 2000  | 5 giugno 2000  | Elio Pau        |              | Comm. straordinario | [ 16 ] |
| 5 giugno 2000  | 9 maggio 2005  | Cassiano Pascal | lista civica | Sindaco             | [ 16 ] |
| 9 maggio 2005  | 25 maggio 2010 | Cassiano Pascal | lista civica | Sindaco             | [ 16 ] |
| 24 maggio 2010 | 11 maggio 2015 | Cassiano Pascal | lista civica | Sindaco             | [ 16 ] |
| 11 maggio 2015 | in carica      | Loris Salice    |              | Sindaco             | [ 16 ] |

### Gemellaggi
La Salle è gemellato con:
- Saint-Just-le-Martel, dal 2018

## Sport
In questo comune si gioca a fiolet e a palet, caratteristici sport tradizionali valdostani.

## Curiosità
Un'iscrizione in via E. Chanoux indica la casa dove alloggiò nel 1711 il re di Sicilia, ovvero Vittorio Amedeo II di Savoia.